# Siphonoperla libanica
Siphonoperla libanica är en bäcksländeart som beskrevs av Alouf 1992. Siphonoperla libanica ingår i släktet Siphonoperla och familjen blekbäcksländor. Inga underarter finns listade i Catalogue of Life.